# Bagaran (città antica)

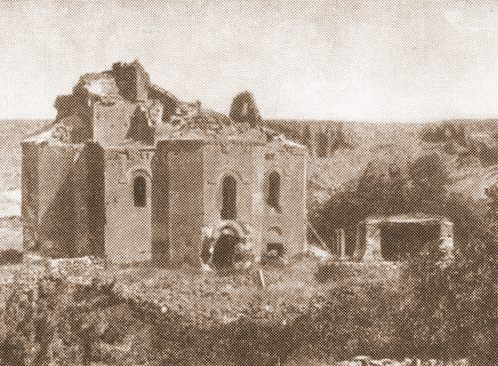
Chiesa di San Teodoro a Bagaran, nel 1923

Bagaran (armeno: Բագարան, "il luogo delle divinità"; turco: Pakran) è una città storica e una fortezza armena, un antico luogo sacro fondato alla fine del II secolo a.C.. Nel IX secolo fu la capitale del restaurato regno armeno sotto la dinastia dei Bagratidi.
Il sito storico si trova vicino al confine tra Armenia e Turchia, lungo il fiume Akhurian. Il centro attorno alle rovine della chiesa di San Teodoro, un edificio a pianta centrale del VI secolo, fa oggi parte della provincia turca di Kars; la comunità armena di Bagaran si trova al di là del fiume, sulla sponda orientale

## Storia
Bagaran fu fondata da Oronte IV, re d'Armenia, morto intorno al 201 a.C.. Egli ne fece il centro religioso del regno armeno, costruendo diversi templi.
L'Armenia era in declino dopo il passaggio degli arabi, cioè verso la fine del VI secolo, ma il paese conobbe una rinascita nel IX secolo, grazie soprattutto all'indipendenza dagli arabi e alla nuova dinastia dei Bagratidi. Quando Ashot I divenne re nell'884, scelse come capitale Bagaran, dove erano sepolti i suoi antenati. Il palazzo ducale (poi sostituito dal palazzo reale) era costruito su un'acropoli; la città era formata da tre colline circondate da una potente cinta muraria. Contemporaneamente furono costruite le chiese di San Teodoro e di San Shushanik. Bagaran perse il suo status di capitale nell'890. La città fu invasa e distrutta prima dai Selgiuchidi e poi da Tamerlano nel 1394.

## Chiese

### Chiesa di San Teodoro
La chiesa dedicata a San Teodoro fu costruita tra il 624 e il 631 dal principe Boute e completata dalla moglie Anna. È costituita da una cupola innalzata su quattro pilastri con quattro absidi incrociate. Il monumento è oggi in rovina perché è stato distrutto nel corso del XX secolo, forse a causa del genocidio armeno. Curiosamente, i teorici dell'architettura ritengono che la chiesa possa essere servita da modello per i monumenti occidentali, come la chiesa di Germigny-des-Prés (costruita nell'806) non lontano da Orléans, in Francia, e la Capella di Sant'Ulrico nel Kaiserpfalz a Goslar, in Germania. San Teodoro si trova oggi in Turchia, al confine con l'Armenia.

### Chiesa di San Shushanik
La chiesa di San Shushanik fu probabilmente costruita tra il IX e il X secolo. Si tratta di un edificio esagonale di tufo rosso, oggi situato nella Repubblica di Armenia.